# Adil Ramzi
Adil Ramzi (en arabe : عادل رمزي), né le 14 juillet 1977 à Marrakech (Maroc), est un footballeur international marocain, reconverti entraîneur.
Formé au Kawkab Marrakech, il joue au poste de milieu offensif, comme meneur de jeu. Après deux saisons passé au Maroc en remportant la Coupe de la CAF en 1997, il s'engage à l'Udinese Calcio en Serie A et dispute une saison avant de débarquer en Eredivisie où il devient un joueur important dans plusieurs de ses passages : Willem II Tilburg, PSV Eindhoven, FC Twente, AZ Alkmaar, FC Utrecht et le Roda JC. Avec le PSV, il remporte le championnat en 2001, 2003 et est finaliste de la Coupe des Pays-Bas en 2004 en terminant la saison en tant que meilleur passeur du championnat. Sa fin de carrière a lieu au Roda JC en 2013 après un passage de quatre ans dans le championnat du Qatar.
En 2015, il passe un stage d'entraîneur dans le centre de formation du PSV Eindhoven avant de prendre les commandes des U17 en 2016. Ayant passé sa licence UEFA PRO en 2022, il entraîne pour la première fois les Jong PSV en D2 néerlandaise avant de s'engager au Wydad AC en 2023.

## Biographie

### Carrière en club

#### Débuts et formation au Maroc (1995-1997)
Formé au Kawkab de Marrakech dans sa ville natale, Adil Ramzi fait ses débuts professionnels lors de la saison 1995-1996. Il est entraîné pendant une période par Abdelkader Youmir. Lors de sa première saison, il atteint la 11e place du classement du championnat.
En deux saisons, il dispute plus de trente matchs et marque treize buts sous les couleurs marrakchis. Il remporte en 1996 la Coupe de la CAF, son premier titre professionnel. Il termine saison 1996-1997 à la dixième place du classement du championnat. Le 12 juillet 1997, il dispute la finale de la Coupe du Maroc contre le Wydad AC au Complexe sportif Moulay-Abdallah de Rabat (défaite, 1-0).
À la suite de bonnes performances en club, il est convoqué avec l'équipe du Maroc -20 ans pour prendre part à la Coupe d'Afrique des moins de 20 ans. Il finit par soulever la Coupe comme premier titre international et se qualifie automatiquement à la Coupe du monde 1997 des moins de 20 ans en Malaisie.

#### Udinese Calcio (1997)
Le 1er juillet 1997, il s'engage pour une saison à l'Udinese Calcio en Serie A. Ce transfert a lieu après son parcours à la Coupe d'Afrique des moins de 20 ans en 1997. Il arrive à l'Udinese sous la houlette de l'entraîneur Alberto Zaccheroni et hérite du numéro no 18. Lors de cette époque, l'Udinese Calcio fait partie des meilleurs clubs d'Italie au même stade que la Juventus FC et le FC Internazionale Milano.
Ayant comme concurrents dans le poste de milieu de terrain des joueurs de poids comme Thomas Helveg, Johan Walem, Stephen Appiah ou encore Giuliano Giannichedda, il ne reçoit que très peu de temps de jeu. De juillet à décembre 1997, Adil Ramzi ne reçoit aucune minute de jeu de son entraîneur. Il réclame alors rapidement son départ du club.
Parti en novembre, l'Udinese Calcio termine la saison à la troisième place de la Serie A et se qualifie à la Coupe UEFA.

#### Scène européenne avec le Willem II (1997-2000)
Le 25 novembre 1997, il s'engage pour trois saisons au Willem II Tilburg sous la houlette de l'entraîneur Co Adriaanse.

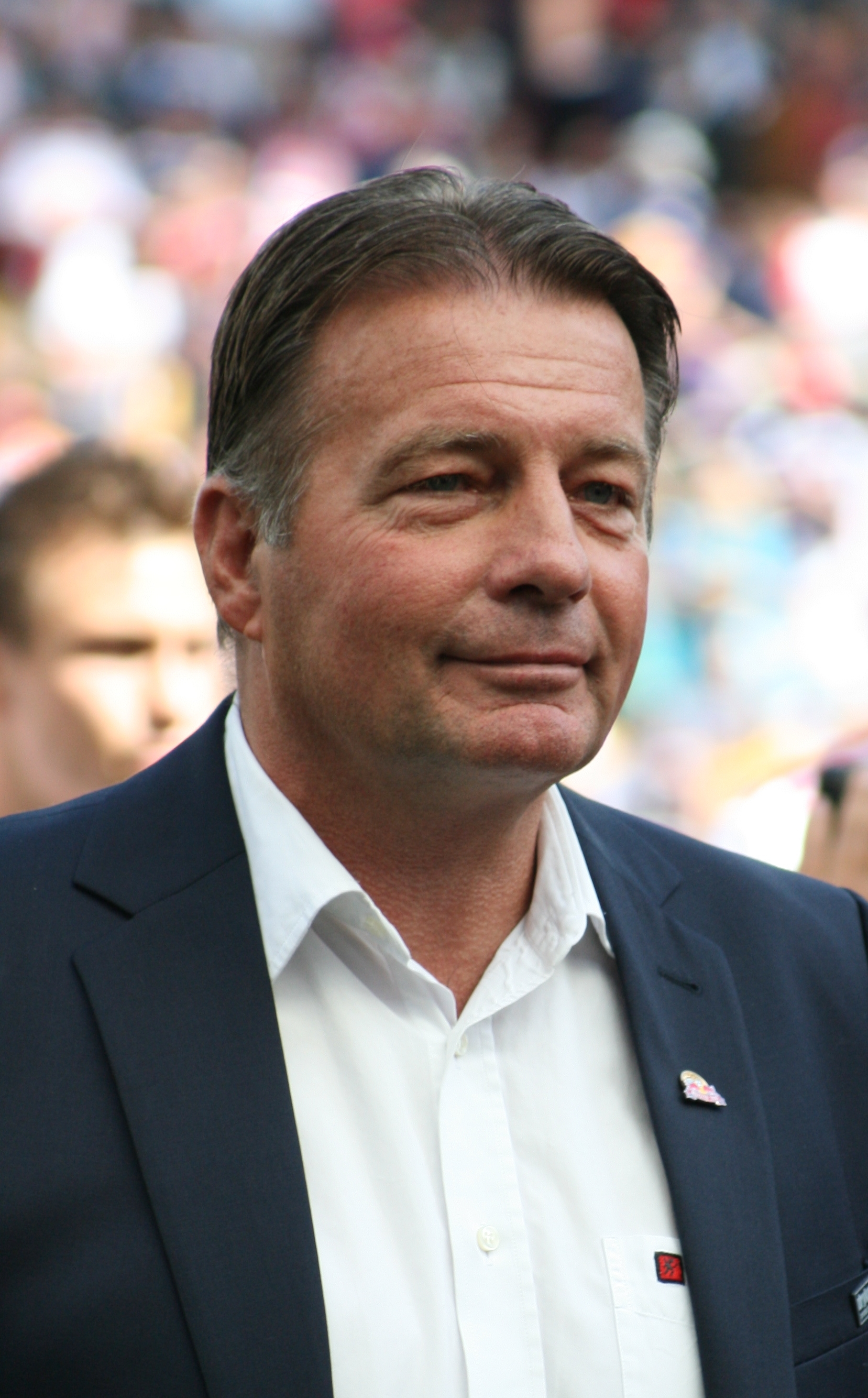
Ramzi est entraîné par Co Adriaanse (ici en 2009) au Willem II Tilburg.

Le 13 février 1998, il dispute son premier match en Eredivisie contre le Fortuna Sittard à l'occasion d'un match à l'extérieur (défaite, 2-1). Lors de ce match, il entre en jeu à la 46e minute en remplaçant Clyde Wijnhard (nl). Le 29 mars 1998, il entre en jeu en remplaçant Marco Heering (nl) à la mi-temps et inscrit son premier but contre le FC Utrecht. Le 23 avril, il reçoit sa première titularisation à la Johan Cruyff Arena contre l'Ajax Amsterdam (défaite, 6-1). Il termine sa première saison en Eredivisie à la cinquième place du classement et assure une place en Coupe UEFA.
Lors de la deuxième saison au Willem II Tilburg, il s'impose en tant qu'élément clé du club et dispute la quasi-totalité des matchs, inscrivant 13 buts en 34 matchs. Le 25 octobre 1998, il est titularisé aux côtés de Yassine Abdellaoui et inscrit un doublé contre le PSV Eindhoven de Ruud van Nistelrooy (victoire, 4-2). En Coupe UEFA, il est éliminé par le Real Betis Balompié dans le stade des seizièmes de finale (score cumulé, défaite : 4-1). En fin de saison 1998-1999, Ramzi est courtisé par le Paris Saint-Germain. Adil Ramzi décide de prolonger son contrat et de rajouter une saison de plus au Willem II Tilburg. Il termine ainsi la saison en tant que vice-champion des Pays-Bas au détriment du Feyenoord Rotterdam et se qualifie ainsi en Ligue des champions.
Lors de la saison 1999-2000, il se prépare à disputer sa première Ligue des champions avec un premier match le 3 novembre 1999 contre les Girondins de Bordeaux, match durant lequel il entre en jeu à la 76e minute en remplaçant Denny Landzaat (match nul, 0-0). Les deux autres matchs de phase de poule contre le Sparta Prague et le Spartak Moscou comptent aucune minute disputée par Adil Ramzi et se soldent sur deux défaites. Le Willem II est ainsi éliminé au premier tour. En revanche, Adil Ramzi termine sa troisième saison au Willem II à la neuvième place du classement de l'Eredivisie.
Il déclare plus tard dans une interview : « Co Adriaanse et Martin van Geel (directeur technique) sont les deux personnes qui m'ont réellement intégré ici aux Pays-Bas. A mon arrivée, je ne parlais même pas la langue. Même en dehors du football, Martin m'aidait beaucoup. Je ne peux qu'être reconnaissant envers eux. ».

#### PSV Eindhoven et prêts (2000-2004)
Le 1er juillet 2000, il s'engage pour quatre saisons au PSV Eindhoven. Il hérite du no 7 sous la houlette de l'entraîneur belge Eric Gerets.
Le 13 août 2000, il dispute son premier match avec le club en étant titularisé contre le Roda JC en Supercoupe des Pays-Bas à la Johan Cruyff Arena (victoire, 2-0). Lors de ce match, il marque le premier but à la 29e minute avant de céder sa place à la 82e minute à Dennis Rommedahl. Adil Ramzi remporte alors son premier titre avec le PSV Eindhoven. En Ligue des champions et dans son poule, il affronte Manchester United (match nul, 4-4), le RSC Anderlecht (score cumulé : 3-3) et le Dynamo Kiev (score cumulé : victoire, 3-1) et est éliminé au premier tour. Adil Ramzi évolue régulièrement au milieu du terrain aux côtés de Mark van Bommel. Le 8 novembre, il inscrit un doublé en Ligue des champions contre le RSC Anderlecht. En février 2001, Adil Ramzi rencontre des problèmes avec la FIFA à la suite d'un refus de rejoindre la sélection marocaine pour un match de qualification à la Coupe du monde contre le Sénégal, pour laisser place à des matchs importants de la saison du PSV, contre Parme Calcio et le Feyenoord Rotterdam. En Eredivisie, il termine la saison 2000-2001 en tant que champion des Pays-Bas, devançant le Feyenoord Rotterdam de 17 points. Il atteint également la finale de la Coupe des Pays-Bas qui est remportée par le FC Twente (défaite, 4-2).
Lors de la saison 2001-2002, il devient un élément encore plus important que la saison passée en étant titularisé dans la quasi-totalité de la saison. Titulaire dans cinq des six matchs de Ligue des champions, il affronte le FC Nantes, Galatasaray SK et la Lazio Rome. Il est de nouveau éliminé au premier tour en terminant à la troisième place de la phase de groupe. Il termine la saison en tant que vice-champion des Pays-Bas, à cinq points de l'Ajax Amsterdam.
Auteur d'un début de saison 2002-2003 compliqué à la suite de l'arrivée de l'entraîneur Guus Hiddink et des bonnes performances des nouvelles recrues, Adil Ramzi a des difficultés à commencer les matchs en tant que titulaire. En tant que remplaçant, il participe à la Ligue des champions dans une poule composée de l'AJ Auxerre, du Borussia Dortmund et d'Arsenal FC. Sur six matchs, il n'entre que deux fois en jeu. Il est pour cette raison prêté à partir du 31 janvier 2003 au Córdoba CF entraîné par Fernando Zambrano (es) pour la durée de six mois. Le 8 février 2003, il dispute son premier match avec le club contre le Real Saragosse (victoire, 2-1). Lors de ce match, il monte en jeu en remplaçant Dennis Șerban à la 81e minute. Le 15 février, il reçoit sa première titularisation contre l'UD Almeria (victoire, 1-3). Le 17 mai, il offre la victoire à son équipe en inscrivant le but victorieux contre le Levante UD à la 70e  minute (victoire, 1-2). Il termine la saison à la 15e place du classement de la deuxième division espagnole. Alors que le club est prêt à acheter le joueur, Adil Ramzi préfère continuer sa carrière aux Pays-Bas. Le 12 avril, côté PSV, l'entraîneur Frank Arnesen déclare en conférence de presse qu'Adil Ramzi ne reviendra pas d'aussitôt dans l'effectif.
C'est le 1er juillet 2003 et au FC Twente de René Vandereycken qu'il trouve refuge pour un retour en Eredivisie, toujours sous forme de prêt. Le 12 août 2003, il dispute son premier match avec le club à l'occasion d'un match de Coupe des Pays-Bas contre VVOG (nl), match dans lequel il est titularisé et inscrit un quadruplé (victoire, 0-7). La saison 2003-2004 est individuellement la meilleure saison d'Adil Ramzi, vu qu'il dispute 39 matchs et marque 13 buts, tout en atteignant la finale de la Coupe des Pays-Bas contre le FC Utrecht au Stade Feijenoord de Rotterdam (défaite, 1-0) . Il termine la saison en tant que meilleur passeur décisif du championnat à la huitième place du classement de l'Eredivisie.

#### AZ Alkmaar et prêt au FC Utrecht (2004-2006)
Le 12 août 2004, il s'engage librement à l'AZ Alkmaar où il retrouve son premier entraîneur aux Pays-Bas Co Adriaanse (son entraîneur au Willem II Tilburg) et rejoint par la même occasion ses coéquipiers en sélection Tarik Sektioui et Ali El Khattabi. Adil Ramzi hérite ainsi du numéro 10.
Seulement deux jours après sa signature, il est titularisé le 14 août en championnat contre le SC Heerenveen (match nul, 1-1). Le 21 août, il inscrit son premier but avec l'AZ contre son précédent club, le PSV Eindhoven malgré une défaite de 5-1. Au niveau continental, il dispute la Coupe UEFA en tant que titulaire en réalisant de remarquables prestations, éliminant le PAOK Salonique au premier tour. Tombé dans un groupe composé de l'AJ Auxerre, Grazer AK, Rangers FC et Amica Wronki, l'AZ termine première de sa poule. Parvenant à battre le Chakhtar Donetsk en huitièmes (victoire, 2-5), il élimine également Villarreal CF en quarts (victoire, score cumulé : 2-3) avant d'être sorti par le Sporting Portugal après un match nul de 4-4 (éliminé à cause des différences de buts à l'extérieur). Cette édition de Coupe UEFA est finalement remporté par le CSKA Moscou. Adil Ramzi termine la saison 2004-2005 à la troisième place du championnat et est automatiquement qualifié pour la Coupe UEFA de la saison qui suit.
Désormais entraîné par Louis van Gaal pour la saison 2005-2006, Adil Ramzi ne dispute que trois matchs dans le parcours de l'AZ Alkmaar, membre d'un groupe composé de Middlesbrough FC, du PFK Litex Lovetch, du FC Dnipro Dnipropetrovsk et de Grasshopper Club Zurich. Il est éliminé en seizième de finales contre le Real Betis Balompié sur un score cumulé de 3-2 en faveur des Espagnols. Auteur d'un début de saison moyen avec huit matchs disputés sans buts ni passes décisives, il est mis sur le marché par le club. Le 18 janvier 2006, il est officiellement prêté au FC Utrecht pour la durée de six mois. Le club d'Utrecht avait un grand nombre de blessés pour reprendre la deuxième mi-saison. Un nouvel attaquant était demandé par les dirigeants du club. Adil Ramzi confirme son niveau et inscrit sept buts en quinze matchs, permettant au FC Utrecht de terminer la saison à la sixième place de l'Eredivisie, leur assurant une place pour les barrages de la Coupe UEFA.

#### Roda JC (2006-2007)
Le 29 août 2006, il s'engage librement pour une saison au Roda JC en Eredivisie. Dans ce club, son entraîneur est Huub Stevens et hérite une nouvelle fois du no 10.

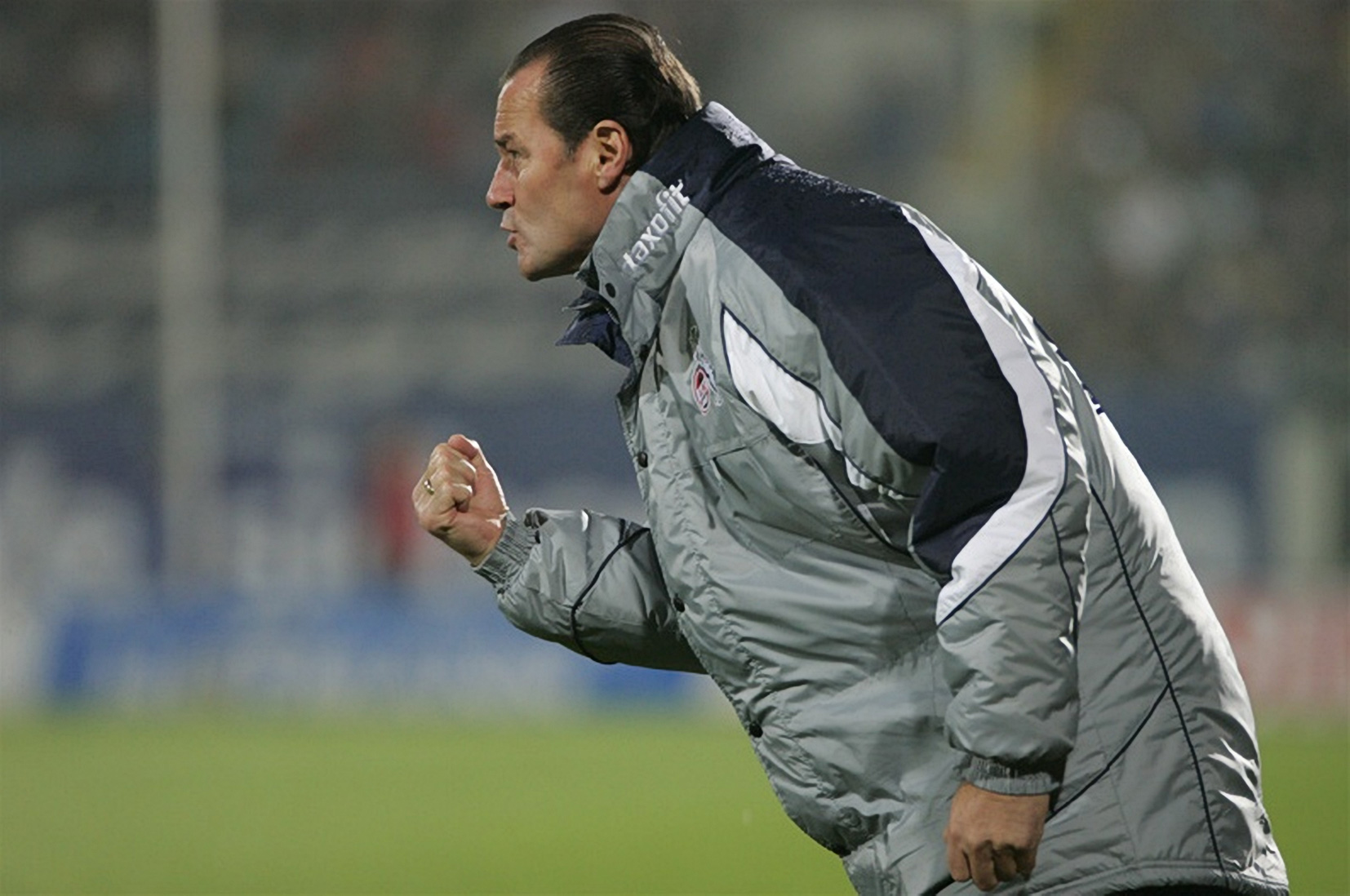
Ramzi est entraîné par Huub Stevens (ici en 2005) au Roda JC.

Le 8 septembre 2006, il dispute son premier match avec le club en étant titularisé par le FC Twente en championnat, match durant lequel il inscrit un doublé (match nul, 2-2). Quelques jours plus tard, le 17 septembre, il bat l'Ajax Amsterdam sur le score de 2-0 en livrant une remarquable prestation à domicile. Le 21 septembre, il inscrit un but en Coupe des Pays-Bas à l'occasion du deuxième tour l'opposant au SC Heerenveen (victoire, score cumulé : 0-2). Il marque également en huitièmes de finale contre les Jong AZ (victoire, 2-1) avant d'être éliminé en quarts de finale contre le RKC Waalwijk
Adil Ramzi termine la saison 2006-2007 à la sixième place du classement de l'Eredivisie et assure une place pour les play-offs de la Coupe UEFA. Au total, il dispute une saison complète avec 31 matchs en championnat (huit buts inscrits) et six matchs en Coupe des Pays-Bas (deux buts inscrits).

#### Passage au Qatar (2007-2011)
Le 1er juillet 2007, il s'engage pour une saison à Al-Wakrah SC au Qatar contre un montant d'un million d'euros. Il évolue alors sous la houlette de l'entraîneur irakien Adnan Dirjal. Le championnat comprend seulement dix équipes avec l'Al-Sadd SC et l'Al-Gharafa SC considérés comme les plus grands clubs dans le pays.
Le 10 septembre, il dispute son premier match en étant titularisé contre le Qatar SC, match durant lequel il inscrit également son premier but (match nul, 1-1). Le 5 octobre, il inscrit un doublé contre l'Umm Salal SC (victoire, 3-1). Réalisant des saisons remarquables individuellement, son club le prolonge de trois saisons supplémentaires et finit lors des saisons 2007-2008 et 2008-2009 parmi les derniers du championnat sous la houlette de l'entraîneur marocain Mustapha Madih. Le 5 novembre 2009, il inscrit un triplé contre l'Al-Shamal SC (victoire, 7-0).
Lors de la saison 2010-2011, il commence avec l'Al-Wakrah SC en disputant neuf matchs dans la première partie de saison. Lors d'une interview accordée à la presse néerlandaise, il déclare à propos de son expérience au Qatar : « La vie est belle ici. Les gens sont ouverts et fantastiques. Ici, pour les matchs de football, on ne demande pas autant d'efforts aux joueurs qu'en Europe. Cela donne automatiquement plus d'air et de liberté au joueur, mais d'un autre côté, c'est facile pour perdre rapidement son niveau sportif de haut niveau. Tu dois vraiment faire attention sur ça. ».
Le 1er février 2012, il s'engage pour six mois à l'Umm Salal SC, qui recrute également le nouvel entraîneur néerlandais Henk ten Cate. Le 18 février 2011, il dispute son premier match avec le club en étant titularisé contre le Qatar SC (victoire, 4-2). Le 26 février, il inscrit son premier but avec le club contre l'Al-Sailiya SC (victoire, 2-3). Il termine sa dernière saison au Qatar à la neuvième place du classement du championnat en évitant de justesse une potentielle relégation.
En début juillet 2011, alors que le directeur technique Martin van Geel souhaite s'attacher aux services d'Adil Ramzi pour le faire signer au Feyenoord Rotterdam, l'entraîneur Mario Been va à l'encontre de son directeur technique, bloque le transfert d'Adil Ramzi en déclarant ne pas avoir besoin de ses services, ayant déjà le même type de profil de joueurs avec Sekou Cissé, Jerson Cabral, Ruben Schaken et Diego Biseswar.

#### Fin de carrière aux Pays-Bas (2011-2013)
Le 11 juillet 2011, après s'être entraîné pendant trois semaines avec le club, Adil Ramzi âgé alors de 34 ans, retourne officiellement au Roda JC entraîné par Harm van Veldhoven en signant un contrat libre de deux saisons. Il hérite ainsi du no 11.
Il dispute lors de la saison 2011-2012 un nombre de 32 matchs en championnat, inscrivant un but et délivrant quatre passes décisives. Peu après la saison 2012-2013, le club finit parmi les derniers de l'Eredivisie, dispute les barrages de relégation alors qu'Adil Ramzi prend officiellement sa retraite en tant que footballeur.

### Carrière internationale

#### Débuts avec les juniors marocains (1997-1998)
En 1997, il est appelé pour la première fois avec l'équipe du Maroc -20 ans pour participer à la Coupe d'Afrique des moins de 20 ans qui a lieu au Maroc. Demi-finaliste victorieux contre la Côte d'Ivoire -20 ans à Fès (victoire, 2-0), il offre le titre à son pays en inscrivant l'unique but du match contre l'Afrique du Sud -20 ans le 5 avril 1997 en finale de la compétition au Stade d'honneur de Meknès. Le sacre est fêté au pays avec la présence du roi Hassan II.
Qualifié automatiquement à la Coupe du monde des moins de 20 ans grâce au sacre continental, Adil Ramzi est également convoqué en tant que capitaine pour prendre part au Mondial qui a lieu en Malaisie.Tombé dans un groupe composé du pays hôte la Malaisie -20 ans (victoire, 3-1), la Belgique -20 ans (match nul, 1-1) et l'Uruguay -20 ans (match nul, 0-0), le Maroc joue la totalité de ses matchs à Kuala Lumpur et parvient à atteindre la deuxième place en phase de groupe. Le 25 juin 1997, le Maroc dispute sa huitième de finale contre l'Irlande -20 ans[Quoi ?] et file jusqu'aux prolongations après un match nul de 1-1. Son adversaire Damien Duff inscrit le but victorieux de l'Irlande à la 97e minute et le Maroc est alors éliminé. La compétition est remportée par l'Argentine -20 ans.
Adil Ramzi reçoit deux autres caps avec l'équipe du Maroc olympique pour préparer les Jeux olympiques d'été de 2000 en Australie. Le Maroc olympique participe au tournoi mais Adil Ramzi ne figure finalement pas sur la liste définitive.

#### Équipe du Maroc (1998-2007)
Lors de la saison 1998-1999, il est convoqué pour la première fois par le sélectionneur Henri Michel en décembre 1998 pour disputer un match amical avec l'équipe du Maroc contre la Bulgarie au Stade Adrar d'Agadir. Le 23 décembre 1998, il est titularisé au milieu de terrain aux côtés de Youssef Chippo et Saïd Chiba, inscrit son premier but en sélection à la 74e minute en disputant 90 minutes (victoire, 4-1). Le 20 janvier 1999, à l'occasion d'un match amical contre la France de Roger Lemerre, il entre en jeu à la mi-temps en remplaçant Saïd Chiba au Stade Vélodrome de Marseille et dispute ainsi sa deuxième sélection avec le Maroc contre Zinédine Zidane, Laurent Blanc ou encore Didier Deschamps (défaite, 1-0),. Le 28 avril 1999, pour son troisième match, il est titularisé face aux Pays-Bas au Gelredome (Arnhem) aux côtés de Mustapha Hadji. Dans les minutes additionnels du fin de match, il est remplacé par Jamal Sellami (victoire, 1-2). Le 17 novembre 1999, il inscrit son deuxième but en sélection contre les États-Unis au Stade El Harti de Marrakech (victoire, 2-1).
En janvier 2000, il dispute sa première CAN qui a lieu au Nigeria. Les Lions de l'Atlas commencent par une victoire d'un but à zéro contre la République du Congo à Lagos, match durant lequel Ramzi fait son entrée en jeu à la 76e minute à la place de Tahar El Khalej. Le 29 janvier, les Marocains font match nul contre les Tunisiens (0-0) avant d'être éliminés par le pays hôte, le Nigeria à la suite de buts des stars nigérianes Finidi George et Julius Aghahowa (défaite, 2-0). À la suite d'une sortie dès le premier tour, le sélectionneur Henri Michel est remplacé par le nouveau sélectionneur polonais Henryk Kasperczak.
Sous la houlette du sélectionneur polonais, Ramzi ne dispute que deux matchs amicaux : contre la Jamaïque (victoire, 1-0), match dans lequel il est titularisé et contre la France, match dans lequel il entre à la 59e minute en remplaçant Mourad Hdiouad (défaite, 1-5). À la suite de nombreuses mauvaises prestations et gestion de l'équipe du Maroc. Le sélectionneur polonais est limogé après avoir disputé seulement six rencontres. Il est aussitôt remplacé par le sélectionneur Humberto Coelho.

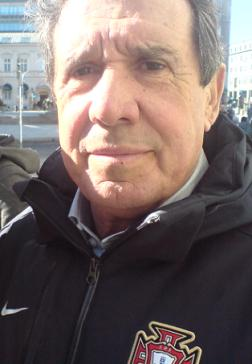
Ramzi dispute la majorité de ses matchs en sélection sous la houlette de Coelho (ici en 2012).

Manquant la qualification à la Coupe du monde 2002, il se prépare avec un match amical contre l'Italie le 5 septembre 2001 à Plaisance, entrant en jeu à la 79e minute en remplaçant Hicham Zerouali (défaite, 1-0). Il prend ensuite part à de multiples autres matchs amicaux face à des sélections africaines, inscrivant notamment un but contre la Guinée le 13 janvier 2002 à Rabat et la Gambie le 16 janvier 2002 à Banjul, à quelques jours de la CAN 2002.
En janvier 2002, il dispute la CAN au Mali. Le 21 janvier 2002, il dispute son premier match de la compétition contre les Black Panthères du Ghana en étant titularisé aux côtés de Youssef Chippo, Youssef Safri et Gharib Amzine (match nul, 0-0). Cinq jours plus tard, le Maroc bat le Burkina Faso sur le score de deux buts à un au Stade du 4-Août. Lors du troisième match, une seule défaite des Lions de l'Atlas contre l'Afrique du Sud empêche le Maroc de passer le deuxième tour (défaite, 3-1).
À la suite d'une nouvelle mauvaise expérience à la CAN, Badou Zaki prend officiellement les commandes de l'équipe du Maroc et dispute plusieurs matchs amicaux, dont un face au Luxembourg dans lequel il titularise Adil Ramzi le 21 août 2002 au Stade Josy-Barthel. Il dispute plusieurs matchs amicaux, inscrit son troisième but international le 13 octobre 2002 contre la Guinée équatoriale (victoire, 5-1) et un match de qualification à la CAN 2004 contre le Gabon (victoire, 0-1), compétition à laquelle il ne prendra finalement pas part.
Alors que les Lions de l'Atlas atteignent la finale de la CAN 2004 sous Badou Zaki avec l'absence d'Adil Ramzi, le joueur habitué de l'Eredivisie retourne en sélection le 23 mai 2006 pour un match amical contre les États-Unis (victoire, 0-1) au Nissan Stadium (Nashville) sous la houlette du nouveau sélectionneur M'hamed Fakhir en tant que joueur d'expérience dans un effectif composé d'une nouvelle génération de joueurs tels que Soufiane Alloudi, Marouane Chamakh ou encore Mbark Boussoufa. Une semaine plus tard, il dispute un autre match amical contre la Colombie au Camp Nou de Barcelone (défaite, 2-0).
Le 25 mars 2007, il dispute sa dernière sélection avec l'équipe du Maroc contre le Zimbabwe, à l'occasion d'un match de qualification à la CAN 2008 (match nul, 1-1). Âgé alors de 29 ans, Adil Ramzi n'est plus jamais rappelé en sélection, avant qu'il ne prenne sa retraite internationale.

### Carrière d'entraîneur

#### Formation au PSV Eindhoven (2016-2023)
Adil Ramzi prend part à un stage dans le centre de formation du PSV Eindhoven en octobre 2015 avant d'intégrer en février 2016 le poste d'entraîneur de jeunes. Entre 2016 et 2019, il est l'entraîneur des U16 jusqu'en 2018 où il intègre le poste d'entraîneur chez les U17, entraînant ainsi les U17 qui compte dans ses rangs plusieurs jeunes joueurs dont Yorbe Vertessen, Mohamed Ihattaren, Zakaria Aboukhlal ou encore Donyell Malen.

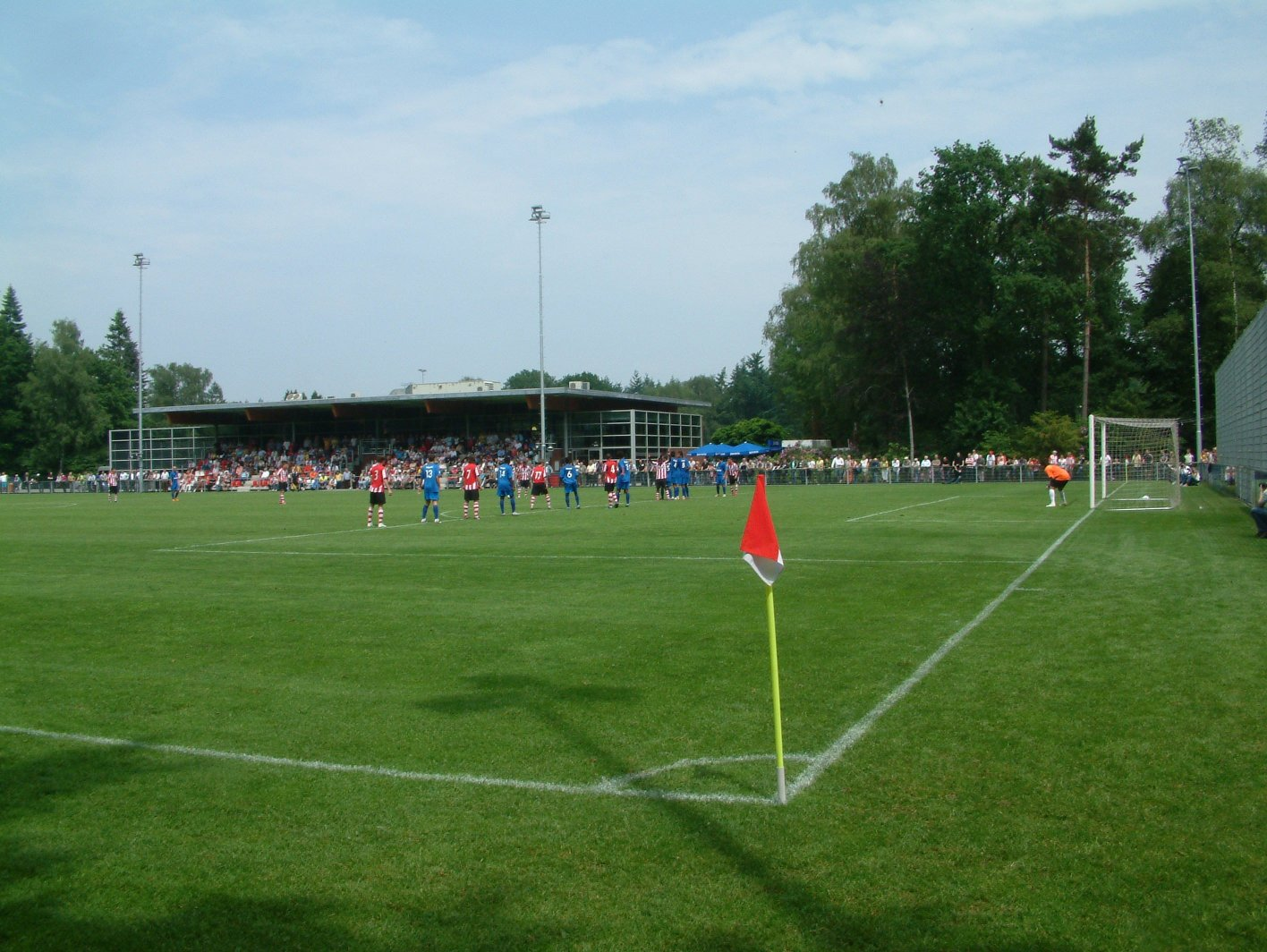
Ramzi entraîne ses jeunes dans le complexe De Herdgang.

Lors de la saison 2019-2020, il combine le poste d'entraîneur adjoint de l'équipe première du PSV avec le poste d'entraîneur principal dans la catégorie des U17. Il est l'entraîneur qui fait monter Johan Bakayoko de la catégorie des U17 à l'équipe première du PSV. Principalement avec l'équipe des U17 jusqu'au 31 décembre 2019, il résulte une première partie de saison avec huit victoires, deux nuls et trois défaites. Il rejoint le 18 décembre l'équipe première pour épauler Ernest Faber (qui lui succède à Mark van Bommel). La saison s'arrête en mars à la suite de la pandémie de Covid-19. En juillet 2020, il regagne son poste d'entraîneur chez les U17 pour entraîner une nouvelle génération de footballeurs. Il combine son poste d'entraîneur avec celui d'adjoint avec le Jong PSV en deuxième division néerlandaise.
Lors de la saison 2021-2022, il devient entraîneur adjoint de Ruud van Nistelrooy avec l'équipe première du PSV Eindhoven en Eredivisie. En mai 2022, il obtient sa licence UEFA PRO pour intégrer la fédération néerlandaise. Lors de cette saison, le PSV Eindhoven termine la saison en tant que vice-champion des Pays-Bas au détriment de l'Ajax Amsterdam. En août, Adil Ramzi propose Ismael Saibari pour l'équipe première du PSV en le décrivant : « C'est un garçon mentalement stable avec un corps entraîné qui a faim d'apprendre de Ruud et des autres personnes du staff. Ismael vit pour le football et qui n'a pas de difficulté à rester focus sur le football. ».
Lors de la saison 2022-2023, il signe son premier contrat professionnel en tant qu'entraîneur jusqu'en 2024. Il dispute ainsi sa première saison en tant qu'entraîneur principal au niveau professionnel en prenant les commandes l'équipe du Jong PSV en deuxième division néerlandaise pour faire évoluer une équipe dans un système 4-3-3. Le 5 août 2022, il dispute son premier match contre le Willem II Tilburg (match nul, 1-1). Le 15 août, à l'occasion de son deuxième match, il remporte son premier match contre le FC Dordrecht (victoire, 1-0). Le 24 octobre, il est l'auteur de sa plus grande victoire contre le Helmond Sport sur le score de 6-0. Il termine sa première saison à la 14e place du classement de la deuxième division néerlandaise.
Le 29 mai 2023, il affiche ses ambitions à vouloir entraîner l'équipe première du PSV Eindhoven et devenir le premier entraîneur marocain en Eredivisie,,.

#### Wydad AC (2023)
Longtemps dans le radar de la Fédération royale marocaine de football pour un poste dans le staff de l'équipe du Maroc, Adil Ramzi se voit proposer le poste de sélectionneur adjoint pour épauler Walid Regragui,. Le 18 juillet 2023, il s'engage officiellement avec le Wydad AC, succédant ainsi à Sven Vandenbroeck,. Sa présentation a lieu le 22 juillet 2023 et Alami Ahannach est présenté en tant qu'entraîneur adjoint,.
Le 27 juillet 2023, il dispute son premier match avec le club à l'occasion d'un match de Coupe arabe des clubs champions contre l'Al-Sadd SC (match nul, 0-0). Trois jours plus tard, il fait à nouveau match nul, dans la même compétition contre l'Al-Ahli SC (match nul, 1-1). Le 2 août, son équipe est éliminé de la compétition après une défaite de 2-1 contre Al-Hilal FC.
Le 15 décembre 2023, il est licencié du club par le président Saïd Naciri, à la suite de mauvais résultats. Adil Ramzi cumule 12 victoires, 4 matchs nul et 6 défaites.

## Style de jeu
Adil Ramzi est un milieu de terrain offensif talentueux, reconnu pour son style de jeu élégant et technique. Il possédait une vision du jeu exceptionnelle et une capacité à lire les espaces sur le terrain, ce qui lui permettait de distribuer des passes précises et créatives à ses coéquipiers. Jouant régulièrement via les côtés, il possède une excellente maîtrise du ballon lui permettait de dribbler habilement les défenseurs adverses et de créer des occasions de but pour son équipe.
En tant que joueur, Ramzi se démarquait également par son jeu de pied gauche remarquable. Il était capable de frapper avec puissance et précision de loin, rendant ses tirs au but dangereux pour les gardiens adverses. Son intelligence tactique et sa connaissance du jeu lui permettaient de trouver des positions avantageuses sur le terrain, lui permettant de marquer des buts importants dans des situations critiques.
Sur le plan défensif, bien que n'étant pas un joueur réputé pour son agressivité, Ramzi compensait cela par son placement intelligent et sa capacité à perturber le jeu de l'adversaire grâce à son sens aigu de l'anticipation.

## Statistiques détaillées

### En club
| Saison                | Club                  | Championnat           | Championnat | Championnat | Championnat | Coupe(s) nationale(s) | Coupe(s) nationale(s) | Coupe(s) nationale(s) | Compétition(s) continentale(s) | Compétition(s) continentale(s) | Compétition(s) continentale(s) | Compétition(s) continentale(s) | Autres compétitions | Autres compétitions | Autres compétitions | Autres compétitions | Maroc | Maroc | Maroc | Total | Total | Total |
| Saison                | Club                  | Division              | M.          | B.          | P.d.        | M.                    | B.                    | P.d.                  | Comp.                          | M.                             | B.                             | P.d.                           | Comp.               | M.                  | B.                  | P.d.                | M.    | B.    | P.d.  | M.    | B.    | P.d.  |
| 1995-1996             | KAC Marrakech         | Botola Pro            | 10          | 2           | 5           | 1                     | 0                     | 0                     | C2                             | 3                              | 0                              | 0                              | -                   | -                   | -                   | -                   | -     | -     | -     | 14    | 2     | 5     |
| 1996-1997             | KAC Marrakech         | Botola Pro            | 22          | 3           | 1           | -                     | -                     | -                     | C2                             | 5                              | 0                              | 0                              | -                   | -                   | -                   | -                   | -     | -     | -     | 27    | 3     | 1     |
| Sous-total            | Sous-total            | Sous-total            | 32          | 5           | 6           | 1                     | 0                     | 0                     | -                              | 8                              | 0                              | 0                              | -                   | -                   | -                   | -                   | -     | -     | -     | 41    | 5     | 6     |
| 1997-1998             | Udinese Calcio        | Serie A               | -           | -           | -           | -                     | -                     | -                     | -                              | -                              | -                              | -                              | -                   | -                   | -                   | -                   | -     | -     | -     | 0     | 0     | 0     |
| Sous-total            | Sous-total            | Sous-total            | -           | -           | -           | -                     | -                     | -                     | -                              | -                              | -                              | -                              | -                   | -                   | -                   | -                   | -     | -     | -     | 0     | 0     | 0     |
| 1997-1998             | Willem II Tilburg     | Eredivisie            | 6           | 1           | 0           | 1                     | 0                     | 0                     | -                              | -                              | -                              | -                              | -                   | -                   | -                   | -                   | -     | -     | -     | 7     | 1     | 0     |
| 1998-1999             | Willem II Tilburg     | Eredivisie            | 29          | 11          | 0           | 1                     | 0                     | 0                     | C2                             | 4                              | 2                              | 0                              | -                   | -                   | -                   | -                   | 6     | 1     | 0     | 40    | 14    | 0     |
| 1999-2000             | Willem II Tilburg     | Eredivisie            | 17          | 7           | 0           | 1                     | 0                     | 0                     | C1                             | 1                              | 0                              | 0                              | -                   | -                   | -                   | -                   | 9     | 1     | 0     | 28    | 8     | 0     |
| Sous-total            | Sous-total            | Sous-total            | 52          | 19          | 0           | 3                     | 0                     | 0                     | -                              | 5                              | 2                              | 0                              | -                   | -                   | -                   | -                   | 15    | 2     | 0     | 75    | 23    | 0     |
| 2000-2001             | PSV Eindhoven         | Eredivisie            | 19          | 2           | 2           | 1                     | 1                     | 0                     | C1                             | 5                              | 2                              | 0                              | -                   | -                   | -                   | -                   | 11    | 0     | 0     | 36    | 5     | 2     |
| 2001-2002             | PSV Eindhoven         | Eredivisie            | 26          | 4           | 1           | 2                     | 0                     | 0                     | C1                             | 5                              | 0                              | 0                              | -                   | -                   | -                   | -                   | 7     | 2     | 0     | 40    | 6     | 1     |
| 2002-2003             | PSV Eindhoven         | Eredivisie            | 4           | 0           | 0           | 1                     | 0                     | 0                     | C1                             | 2                              | 0                              | 0                              | -                   | -                   | -                   | -                   | 4     | 1     | 0     | 11    | 1     | 0     |
| Sous-total            | Sous-total            | Sous-total            | 49          | 6           | 3           | 4                     | 1                     | 0                     | -                              | 12                             | 2                              | 0                              | -                   | -                   | -                   | -                   | 22    | 3     | 0     | 87    | 12    | 3     |
| 2003-2004             | Córdoba CF (prêt)     | LaLiga2               | 20          | 2           | 0           | -                     | -                     | -                     | -                              | -                              | -                              | -                              | -                   | -                   | -                   | -                   | -     | -     | -     | 20    | 2     | 0     |
| Sous-total            | Sous-total            | Sous-total            | 20          | 2           | 0           | -                     | -                     | -                     | -                              | -                              | -                              | -                              | -                   | -                   | -                   | -                   | -     | -     | -     | 20    | 2     | 0     |
| 2004-2005             | FC Twente (prêt)      | Eredivisie            | 32          | 8           | 11          | 7                     | 5                     | 1                     | -                              | -                              | -                              | -                              | -                   | -                   | -                   | -                   | -     | -     | -     | 39    | 13    | 12    |
| Sous-total            | Sous-total            | Sous-total            | 32          | 8           | 11          | 7                     | 5                     | 1                     | -                              | -                              | -                              | -                              | -                   | -                   | -                   | -                   | -     | -     | -     | 39    | 13    | 12    |
| 2005-2006             | AZ Alkmaar            | Eredivisie            | 24          | 2           | 0           | -                     | -                     | -                     | C2                             | 11                             | 0                              | 0                              | -                   | -                   | -                   | -                   | -     | -     | -     | 35    | 2     | 0     |
| 2006-2007             | AZ Alkmaar            | Eredivisie            | 8           | 0           | 0           | -                     | -                     | -                     | C2                             | 3                              | 0                              | 0                              | -                   | -                   | -                   | -                   | -     | -     | -     | 11    | 0     | 0     |
| Sous-total            | Sous-total            | Sous-total            | 32          | 2           | 0           | -                     | -                     | -                     | -                              | 14                             | 0                              | 0                              | -                   | -                   | -                   | -                   | -     | -     | -     | 46    | 2     | 0     |
| 2005-2006             | FC Utrecht (prêt)     | Eredivisie            | 15          | 7           | 2           | -                     | -                     | -                     | C2                             | 11                             | 0                              | 0                              | -                   | -                   | -                   | -                   | 3     | 0     | 0     | 29    | 7     | 2     |
| Sous-total            | Sous-total            | Sous-total            | 15          | 7           | 2           | -                     | -                     | -                     | -                              | 11                             | 0                              | 0                              | -                   | -                   | -                   | -                   | 3     | 0     | 0     | 29    | 7     | 2     |
| 2006-2007             | Roda JC               | Eredivisie            | 31          | 8           | 0           | 6                     | 2                     | 0                     | -                              | -                              | -                              | -                              | -                   | -                   | -                   | -                   | 1     | 0     | 0     | 38    | 10    | 0     |
| Sous-total            | Sous-total            | Sous-total            | 31          | 8           | 0           | 6                     | 2                     | 0                     | -                              | -                              | -                              | -                              | -                   | -                   | -                   | -                   | 1     | 0     | 0     | 38    | 10    | 0     |
| 2007-2008             | Al-Wakrah SC          | QSL                   | 13          | 15          | 0           | -                     | -                     | -                     | -                              | -                              | -                              | -                              | -                   | -                   | -                   | -                   | -     | -     | -     | 13    | 15    | 0     |
| 2008-2009             | Al-Wakrah SC          | QSL                   | 9           | 7           | 0           | 1                     | 1                     | 0                     | -                              | -                              | -                              | -                              | -                   | -                   | -                   | -                   | -     | -     | -     | 10    | 8     | 0     |
| 2009-2010             | Al-Wakrah SC          | QSL                   | 14          | 17          | 0           | -                     | -                     | -                     | -                              | -                              | -                              | -                              | -                   | -                   | -                   | -                   | -     | -     | -     | 14    | 17    | 0     |
| 2010-2011             | Al-Wakrah SC          | QSL                   | 11          | 0           | 0           | -                     | -                     | -                     | -                              | -                              | -                              | -                              | -                   | -                   | -                   | -                   | -     | -     | -     | 11    | 0     | 0     |
| Sous-total            | Sous-total            | Sous-total            | 47          | 39          | 0           | 1                     | 1                     | 0                     | -                              | -                              | -                              | -                              | -                   | -                   | -                   | -                   | -     | -     | -     | 48    | 40    | 0     |
| 2010-2011             | Umm Salal SC          | QSL                   | 9           | 2           | 0           | -                     | -                     | -                     | -                              | -                              | -                              | -                              | -                   | -                   | -                   | -                   | -     | -     | -     | 9     | 2     | 0     |
| Sous-total            | Sous-total            | Sous-total            | 9           | 2           | 0           | -                     | -                     | -                     | -                              | -                              | -                              | -                              | -                   | -                   | -                   | -                   | -     | -     | -     | 9     | 2     | 0     |
| 2011-2012             | Roda JC               | Eredivisie            | 32          | 1           | 4           | 2                     | 0                     | 0                     | -                              | -                              | -                              | -                              | -                   | -                   | -                   | -                   | -     | -     | -     | 34    | 1     | 4     |
| 2012-2013             | Roda JC               | Eredivisie            | 13          | 2           | 0           | 2                     | 0                     | 0                     | -                              | -                              | -                              | -                              | -                   | -                   | -                   | -                   | -     | -     | -     | 15    | 2     | 0     |
| Sous-total            | Sous-total            | Sous-total            | 45          | 3           | 4           | 4                     | 0                     | 0                     | -                              | -                              | -                              | -                              | -                   | -                   | -                   | -                   | -     | -     | -     | 49    | 3     | 4     |
| Total sur la carrière | Total sur la carrière | Total sur la carrière | 347         | 94          | 24          | 26                    | 9                     | 1                     | -                              | 38                             | 4                              | 0                              | -                   | -                   | -                   | -                   | 41    | 5     | 0     | 452   | 112   | 25    |

### Buts internationaux
| 0   | Date             | Lieu                                           | Compétition  | Résultat | Adversaire         | Détail | Détail         | Détail | Sél. |
| --- | ---------------- | ---------------------------------------------- | ------------ | -------- | ------------------ | ------ | -------------- | ------ | ---- |
| 1er | 23 décembre 1998 | Stade Adrar, Agadir, Maroc                     | Match amical | V 4-1    | Bulgarie           | 74e    | du pied droit  | 4-1    | 1re  |
| 2e  | 17 novembre 1999 | Stade El Harti, Marrakech, Maroc               | Match amical | V 2-1    | États-Unis         | 15e    | du pied droit  | 1-0    | 4e   |
| 3e  | 13 janvier 2002  | Complexe sportif Moulay-Abdallah, Rabat, Maroc | Match amical | V 2-1    | Guinée             | 49e    | du pied droit  | 2-1    | 29e  |
| 4e  | 16 janvier 2002  | Independence Stadium, Banjul, Gambie           | Match amical | V 0-2    | Gambie             | 49e    | du pied droit  | 0-2    | 30e  |
| 5e  | 13 octobre 2002  | Complexe sportif Moulay-Abdallah, Rabat, Maroc | Match amical | V 5-0    | Guinée équatoriale | 78e    | du pied gauche | 5-0    | 36e  |

## Palmarès
Formé au Kawkab de Marrakech, Adil Ramzi y remporte son premier titre continental qu'est la Coupe de la CAF en 1996 avant d'atteindre la finale de la Coupe du Maroc un an plus tard contre le Wydad AC. Parti ensuite à l'Udinese Calcio, c'est dans la deuxième partie de saison qu'il s'en va vers le Willem II Tilburg pour y finir vice-champion des Pays-Bas derrière le Feyenoord Rotterdam. Signant au PSV Eindhoven, il y remporte deux fois le championnat (en 2001 et 2003), deux fois la Supercoupe des Pays-Bas (en 2000 et 2001) et atteint une fois la finale de la Coupe des Pays-Bas (en 2001). Parti en prêt au FC Twente, il atteint une deuxième fois la finale de la Coupe des Pays-Bas. Avec l'AZ Alkmaar, il est une nouvelle fois vice-champion des Pays-Bas en 2006.
Avec l'équipe du Maroc, il remporte un seul titre lors de son parcours dans les catégories inférieures de l'équipe nationale. Il remporte notamment la Coupe d'Afrique des nations junior en 1997 avant d'atteindre les huitièmes de finale en Coupe du monde des moins de 20 ans 1997.
| KAC Marrakech (1) :                                                              | Willem II Tilburg :                   | PSV Eindhoven (4) : | FC Twente :                               | AZ Alkmaar :                          | Maroc -20 ans (1) :                                    |
| -------------------------------------------------------------------------------- | ------------------------------------- | --- | ----------------------------------------- | ------------------------------------- | ------------------------------------------------------ |
| - Coupe de la CAF : - Vainqueur (1) : 1996 - Coupe du Trône : - Finaliste : 1997 | - Eredivisie : - Vice-champion : 1999 | - Eredivisie : - Champion (2) : 2001 et 2003 - Coupe des Pays-Bas : - Finaliste : 2001 - Supercoupe des Pays-Bas : - Vainqueur (2) : 2000 et 2001 - Finaliste : 2002 | - Coupe des Pays-Bas : - Finaliste : 2004 | - Eredivisie : - Vice-champion : 2006 | - Coupe d'Afrique des nations : - Vainqueur (1) : 1997 |

### Distinctions individuelles
- 2004 : Meilleur joueur de la saison 2003-2004 du FC Twente.
- 2004 : Meilleur passeur décisif de l'Eredivisie[74].

### En tant qu'entraîneur
| Wydad Casablanca :                                |
| ------------------------------------------------- |
| - Ligue africaine de football: - Finaliste : 2023 |

### Divers
En novembre 2003, son nom est mentionné dans une affaire criminelle en rapport avec Yassine Abdellaoui dans un cas d'exportation de piles XTC et de blanchiment d'argent (2,3 millions d'euros). Adil Ramzi aurait partagé la même habitation que Yassine à Enschede. Adil Ramzi déclare alors à la presse néerlandaise : « Je n'ai rien avoir avec cette affaire. La police peut venir si elle veut. Peut-être qu'il s'agit de quelqu'un qui a cité mon nom par jalousie. Laissez moi tranquillement me concentrer dans le football. ».

### Ouvrages
Cette bibliographie présente quelques ouvrages de référence. Ceux utilisés pour la rédaction de cet article sont suivis du symbole .
- (nl) Joost Houtman, Het foute elftal, Lebowski, 2012, 244 p. (ISBN 978-90-488-1430-5)

- (nl) Thomas Rijsman et Nordin Ghouddani, Marokkaanse trots, Atlas Contact, 2020, 256 p. (ISBN 978-90-450-4067-7)